# ハラプレックス
株式会社ハラプレックスは、愛媛県今治市喜田村に本社を置く印刷会社。総合印刷事業の他、出版事業なども手がけており「cocoroe」という無料冊子を出版している。

## 概要
1909年に原真十郎が創業。創業者の「同人誌を世に出したい」という想いからスタートし、現在は印刷･包装資材･イベントという3つの基幹事業を行っている。
2017年に原印刷などグループ4社が合併し、「株式会社ハラプレックス」を設立。

## 事業所
- 本社 - 愛媛県今治市喜田村1-2-1
- 東京支店 - 東京都千代田区神田神保町2-38 いちご九段ビル7階
- 大阪支店 - 大阪府大阪市西区靭本町1-7-9 靭イーストビル4階
- 松山支店 - 愛媛県松山市土居田町396-6
- 八尾事業所 - 大阪府八尾市高砂町5丁目4-6
- 広島営業所 - 広島県呉市中央3-6-1
- 新居浜営業所 - 愛媛県新居浜市中村松木2-2-25

## 沿革
- 1909年 - 原真十郎が越智郡波止浜町（現:今治市波止浜町）にて創業。
- 1926年 - 「合資会社原商会」を設立。
- 1933年 - 呉出張所を開設。
- 1940年 - 松山支店を開設。
- 1948年 - 新居浜支店を開設。
- 1953年 - 呉出張所を分社独立し、呉正印刷株式会社を設立。
- 1963年 - 包装資材取扱の商事部門を分離独立（株式会社原商会）。「原印刷合資会社」に社名変更。
- 1964年 - 大阪営業所を開設。
- 1966年 - 本社工場を今治市喜田村に新築移転。
- 1967年 - 原印刷株式会社、原産業株式会社を設立。
- 1973年 - 東京営業所を開設。
- 1989年 - クリエイト･ハラ株式会社を設立。
- 1993年 - 株式会社プライム･ハラを設立。
- 1997年 - 上海事業所を開設。
- 1999年 - デジタルメディア事業部を株式会社マジカルサイトとして分離独立。
- 2000年 - 大連連絡事務所を開設。
- 2001年 - 青島事務所を開設。
- 2002年 - 株式会社デコプラスを設立。
- 2006年 - 原眞（上海）商貿有限公司設立。
- 2007年 - 株式会社ユニプラを設立。
- 2011年 - cocoroe創刊。
- 2013年 - 東京都千代田区にグループ4社共同オフィス開設。
- 2017年 - グループ4社（原印刷、原商会、呉正印刷、原産業）が合併し、「株式会社ハラプレックス」を設立。

## 関連会社
- クリエイトハラ株式会社（企画･デザイン）
- 株式会社デコプラス（企画・デザイン）
- 原株式会社（不動産管理業）
- 株式会社プライム・ハラ（シール印刷、プリントネーム製造･販売）
- 株式会社マジカルサイト（ISP・Web制作・オンラインショップ）
- 株式会社ユニプラ（企画･デザイン）
- 原眞（上海）商貿有限公司